# Luis de Guzmán Ponce de León
Luis de Guzmán Ponce de León, IV Conde de Villaverde (Marchena, Sevilla, 11 de junio de 1605-Milán, 29 de marzo de 1668) fue un militar y diplomático español, gentilhombre de la cámara de su majestad Católica y de su Consejo de Estado, capitán de la guardia española, gobernador y capitán general del Estado de Milán.

## Biografía
Fue el cuarto hijo y segundo varón de Luis Ponce de León y de Zúñiga, VI marqués de Zahara, y de Victoria Álvarez de Toledo y Colonna. Su abuelo materno, Pedro de Álvarez de Toledo Osorio, marqués de Villafranca, había servido ya a la corona como gobernador del Milanesado en 1614. En 1610, y con la edad de sólo cinco años, recibió hábito de la Orden militar de Alcántara, en la que fue admitido formalmente en julio de 1621, llegando a comendador de Ceclavín. Tras una carrera militar iniciada en la Valtellina, que le llevó a luchar en Génova como capitán con 22 años, fue nombrado virrey de Navarra en 1646, capitán de la guardia española de Felipe IV en 1648, embajador ordinario ante la Santa Sede de 1659 a 1662, gobernador de Milán desde este último año hasta su muerte.
Casó en mayo de 1642 con doña Mencía Pimentel de Guzmán, hija de Diego Pimentel de Zúñiga, capitán general de Nápoles, y de Magdalena de Guzmán y Zúñiga, III condesa de Villaverde. A partir de entonces tomó en ocasiones el apellido de su esposa delante del suyo.
Para el conocimiento de su misión en Roma bajo el papado de Alejandro VII, en momentos complicados por el enfrentamiento con el papa del rey de Francia Luis XIV y su demanda de apoyo a España, se cuenta con un diario, aunque fragmentario, escrito por alguien próximo al embajador, conservado en la Biblioteca de la Iglesia Nacional de España en Roma. Su misión diplomática incluyó dar cobertura al obispo de Plasencia Luis Crespí de Valldaura, enviado por Felipe IV para adelantar en la cuestión inmaculista, que iba a dar como resultado la promulgación de la bula Sollicitudo omnium ecclesiarum el 8 de diciembre de 1661, que venía a reconocer la antigüedad de su culto. Todavía en diciembre de 1661, nombrado ya interinamente su sucesor al frente de la embajada en Roma, el cardenal Pascual de Aragón, organizó los costosos festejos por el nacimiento del futuro Carlos II, celebrados entre la Piazza di Spagna y la Piazza Navona los días 17 y 19 de febrero de 1662, iniciando la protocolaria despedida de Roma el 1 de marzo.
Buena parte de los gastos ocasionados por estos festejos debieron de ser costeados por el propio embajador que, a poco de llegar a Milán, se excusaba de acudir a la Dieta Imperial de Ratisbona, como se le había pedido, alegando la escasez de medios para viajar con el decoro que correspondía, escasez que ya le había creado dificultades para trasladarse a Milán desde Roma, además de preocuparle la cuestión de las precedencias con el embajador francés, que habían ocasionado un reciente conflicto en Londres.
De su gobierno en Milán escribió Galeazzo Gualdo Priorato una Relatione della città e stato di Milano sotto il governo dell'eccellentissimo sig. don Luigi di Guzmán Ponze di Leone..., en Milán, por Lodovico Monza, 1666, elogiando su integridad e inteligencia y ensalzando a su familia, descendiente de santos y reyes:

per descrivere le glorie della cui famiglia, baste dire,  ch'ella discende da quella di S. Gil, e di Tolosa, e delle più antiche, grande, e di sangre Regio, come difusamente ne trata Salazar di Mendoza, grave autore Spagnolo.